# 假水晶兰属
假水晶兰属（学名：Monotropastrum）是杜鹃花科下的一个属，为腐生植物。该属共有4种，分布于亚洲东部。
此屬內的許多種與擬水晶蘭屬（Cheilotheca）下的種為同種異名。

## 下属物种
本属包括以下物种：
- 球果假水晶兰 Monotropastrum humile (D.Don) H.Hara
- Monotropastrum kirishimense Suetsugu[3]
- Monotropastrum sciaphilum (Andres) G.D.Wallace